# اتحاد موزمبيق لكرة القدم
اتحاد موزمبيق لكرة القدم (بالبرتغالية: Federação Moçambicana de Futebol‏) أُسِّس في عام 1976م، وانضمَّ إلى الاتحاد الإفريقي لكرة القدم في 1978م، وانضمَّ إلى الاتحاد الدولي لكرة القدم في 1980م.